# Roberto Suazo Córdova

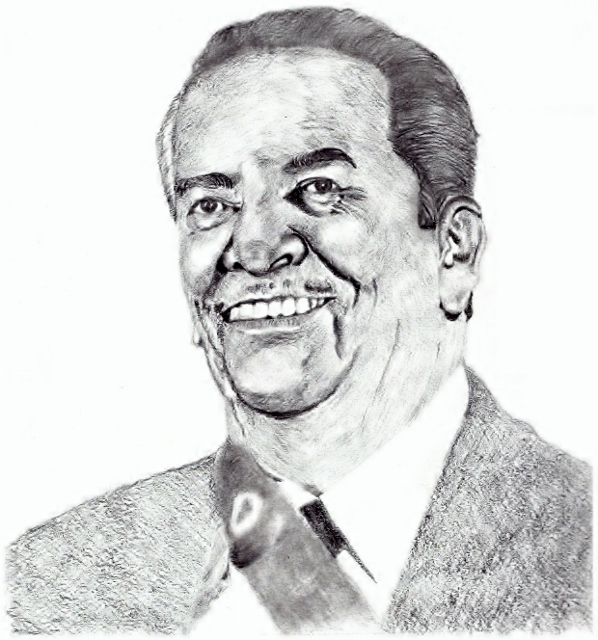
Roberto Suazo Córdova

Roberto Suazo Córdova (La Paz, 17 maart 1927 - Tegucigalpa 22 december 2018) was een Hondurees politicus. Van 27 januari 1982 tot 27 januari 1986 was hij president van Honduras.

## Biografie

### Achtergrond, opleiding en vroege carrière
Roberto Suazo Córdova werd op 17 maart 1927 in La Paz geboren. Zijn vader was Julián Suazo en zijn moeder Matilde Córdova. Hij volgde onderwijs in La Paz en studeerde medicijnen aan de Universidad de San Carlos in Guatemala-Stad, de hoofdstad van Guatemala. In 1949 promoveerde hij als medisch doctor. Van 1949 tot 1953 werkte hij in ziekenhuis van Guatemala-Stad en keerde daarna terug naar La Paz waar hij 25 jaar lang werkzaam was als huisarts.

### Politieke carrière
Roberto Suazo Córdova sloot zich na zijn terugkeer in La Paz aan bij de Liberale Partij van Honduras (Partido Liberal de Honduras). Hij werd een van de voormannen van de rechtervleugel van de PLH. In 1957 werd hij als vertegenwoordiger van La Paz in de Grondwetgevende Vergadering (Asamblea Nacional Constituyente) gekozen en van 1958 tot 1963 en van 1965 tot 1971 was hij lid van het Nationaal Congres (Congreso Nacional). In 1965 werd hij korte tijd geschorst als partijlid omdat hij geheime onderhandelingen voerde met de militaire regering over regeringsdeelname van enkele conservatieve liberalen. Echter, na korte tijd was hij opnieuw een prominent lid van de liberale partij en was hij een van de naaste medewerkers van voorzitter Modesto Rodas Alvarado, die tevens de leider van Liberale Beweging Rodista (Movimiente Liberal Rodista) was. De MLR was scherp gekant tegen de links-liberale en sociaaldemocratische invloeden binnen de PLH. Na het overlijden van Rodas (1979) werd Suazo tot voorzitter van de PLH gekozen.
In 1980 oefenden de Amerikanen druk uit op de president van Honduras, generaal Policarpo Paz Gárcia, om terug te keren naar hetdemocratisch stelsel. Bij de verkiezingen van 1980 verkreeg Suazo's PLH 52% van de stemmen en werd hij gekozen tot voorzitter van de Grondwetgevende Vergadering die tot taak had het opstellen van een nieuwe grondwet. Na de aanvaarding van de nieuwe grondwet kwam er een coalitieregering tot stand die bestond uit militairen, de PLH en de Nationale Partij van Honduras (Partido Nacional de Honduras).

### President van Honduras
Roberto Suazo Córdova werd in 1981 door de PLH aangewezen als presidentskandidaat. Bij de presidentsverkiezingen van 29 november 1981 verkreeg Suazo 54% van de stemmen en won de presidentsverkiezingen. Op 27 januari 1982 werd Suazo als president van Honduras geïnaugureerd. Na zijn inauguratie beloofde Suazo een einde te maken aan de economische problemen en sociale misstanden en kondigde hij "een revolutie van werk en eerlijkheid" ("La Revolución del Trabajo y la Honestidad") af.
De uitvoerende macht van de president zou echter beperkt blijven: de leiders van de PLH en PNH hadden met de juntaleden afgesproken dat de militaire leiders een beslissend veto hadden over het politieke beleid.
Tijdens het presidentschap van Suazo nam de invloed van generaal Gustavo Álvarez Martínez, de legerleider, toe. Het beleid van Suazo en Álvarez was er op gericht Washington tevreden te houden. Honduras was formeel neutraal in het Centraal-Amerikaanse conflict, maar Honduras bleek een uitvalshaven voor de Nicaraguaanse "contra's." Linkse Salvadoraanse rebellen die hoopten in Honduras een veilig heenkomen te vinden, werden door het Hondurese leger gedood. Mensenrechten werden geschonden, politieke tegenstanders van de generaals werden opgepakt en ca. 100 opposanten van het regime verdwenen spoorloos. Daarnaast werd een oorlog uitgevochten tegen de guerrilla's die in jungle en het platteland van Honduras actief waren. De militaire strijd tegen de guerrilla's bleek een kostbare zaak en de financiële toestand van Honduras ging sterk achteruit. Suazo, die geheel overvleugeld werd door generaal Álvarez, was niet in staat om zich tegen de legerleider te verzetten.
In december 1982 werd de dochter van Suazo ontvoerd door guerrilla's en werd pas vrijgelaten nadat Suazo in Mexicaanse en Centraal-Amerikaanse kranten anti-Amerikaanse artikelen had geplaatst.
De macht van Álvarez nam steeds meer toe en Suazo begon zich ongemakkelijk te voelen. In 1983 kondigde Suazo, geheel tegen de zin van generaal Álvarez, een onderzoek aan naar activiteiten van de militairen en paramilitaire eenheden. In het voorjaar van 1984 werd een samenzwering tegen de president ontdekt. De leider van de samenzwering was generaal Álvarez die van plan was een militaire staatsgreep te plegen. Op 31 maart 1984 werden Álvarez en drie andere hoge officieren het land uitgewezen. De nieuwe opperbevelhebber werd generaal Walter López Reyes. López Reyes hield zich meer op de achtergrond en Suazo wist zijn macht te consolideren.
In de aanloop naar de parlements- en presidentsverkiezingen van november 1985 schoof Suazo Oscar Mejia Arellano naar voren als presidentskandidaat van de PLH. Dit stuitte op veel verzet binnen de PLH, omdat het tot dan toe gebruikelijk was dat bij interne partijverkiezingen de leden van de partij een kandidaat voor het presidentschap kozen. Ook de PNH verzette zich tegen de plannen van de president. Uiteindelijk werd er, onder Amerikaanse druk, een tussenoplossing gevonden: iedere partij mocht meerdere kandidaten voor de presidentsverkiezingen aanwijzen. Bij de presidentsverkiezingen van 1985 verkreeg de kandidaat van de PNH, Rafael Leonardo Callejas, de meeste stemmen van alle kandidaten, namelijk 42,6%. De liberale kandidaat die de meeste stemmen kreeg was niet Mejia, maar José Azcona del Hoyo. Hij verkreeg 27,5% van de stemmen. De liberale kandidaten sloegen de handen ineen en men besloot de stemmen van alle liberale kandidaten bij elkaar op tellen. De PLH had 51,5% van de stemmen gekregen en Azcona del Hoyo werd alsnog de nieuwe president van Honduras. Azcona volgde Suazo op 27 januari 1986 als president op.

## Verwijzingen
1. 1 2  The Dictionary of Contemporary of Politics of Central America and the Carabbean, door: Phil Gunson, Greg Chamberlain en Andrew Thompson, blz. 334 (1991)
2. 1 2  idem
3. ↑  Grote Winkler Prins Encyclopedie Jaarboek 1981, door: red. Winkler Prins, blz. 141
4. ↑  Grote Winkler Prins Encyclopedie Jaarboek 1982, door: red. Winkler Prins, blz. 123
5. ↑  Index St-Sz
6. ↑  Grote Winkler Prins Encyclopedie Jaarboek 1984, door: red. Winkler Prins, blz. 122
7. ↑  Grote Winkler Prins Encyclopedie Jaarboek 1985, door: red. Winkler Prins, blz. 128